# Doizieux
Doizieux ist eine französische Gemeinde mit 861 Einwohnern (Stand: 1. Januar 2022) im Département Loire in der Region Auvergne-Rhône-Alpes. Sie gehört zum Arrondissement Saint-Étienne und zum Kanton Le Pilat. Die Einwohner werden Doizerains genannt.

## Geographie
Die Gemeinde Doizieux liegt am Oberlauf des Dorlay im Regionalen Naturpark Pilat, etwa 14 Kilometer östlich von Saint-Étienne. Die Südgrenze der Gemeinde verläuft auf dem Berggrat Crêt de l'Œillon mit den Gipfeln Mont Pilat (1432 m) und Crêt de Botte (1391 m). Umgeben wird Doizieux von den Nachbargemeinden La Terrasse-sur-Dorlay im Norden, Pélussin im Osten, Véranne im Südosten und Süden, Colombier im Süden, La Valla-en-Gier im Westen sowie Saint-Chamond im Nordwesten.

### Bevölkerungsentwicklung
| Jahr                       | 1962 | 1968 | 1975 | 1982 | 1990 | 1999 | 2006 | 2016 | 2022 |
| -------------------------- | ---- | ---- | ---- | ---- | ---- | ---- | ---- | ---- | ---- |
| Einwohner                  | 604  | 520  | 478  | 521  | 594  | 645  | 789  | 824  | 861  |
| Quellen: Cassini und INSEE |      |      |      |      |      |      |      |      |      |

## Sehenswürdigkeiten
- Kirche Saint-Laurent
- Kirche Saint-Just im gleichnamigen Ortsteil
- Funkturm auf dem Mont Pilat
- Stausee des kleinen Flusses Dorlay
- Wegekreuz

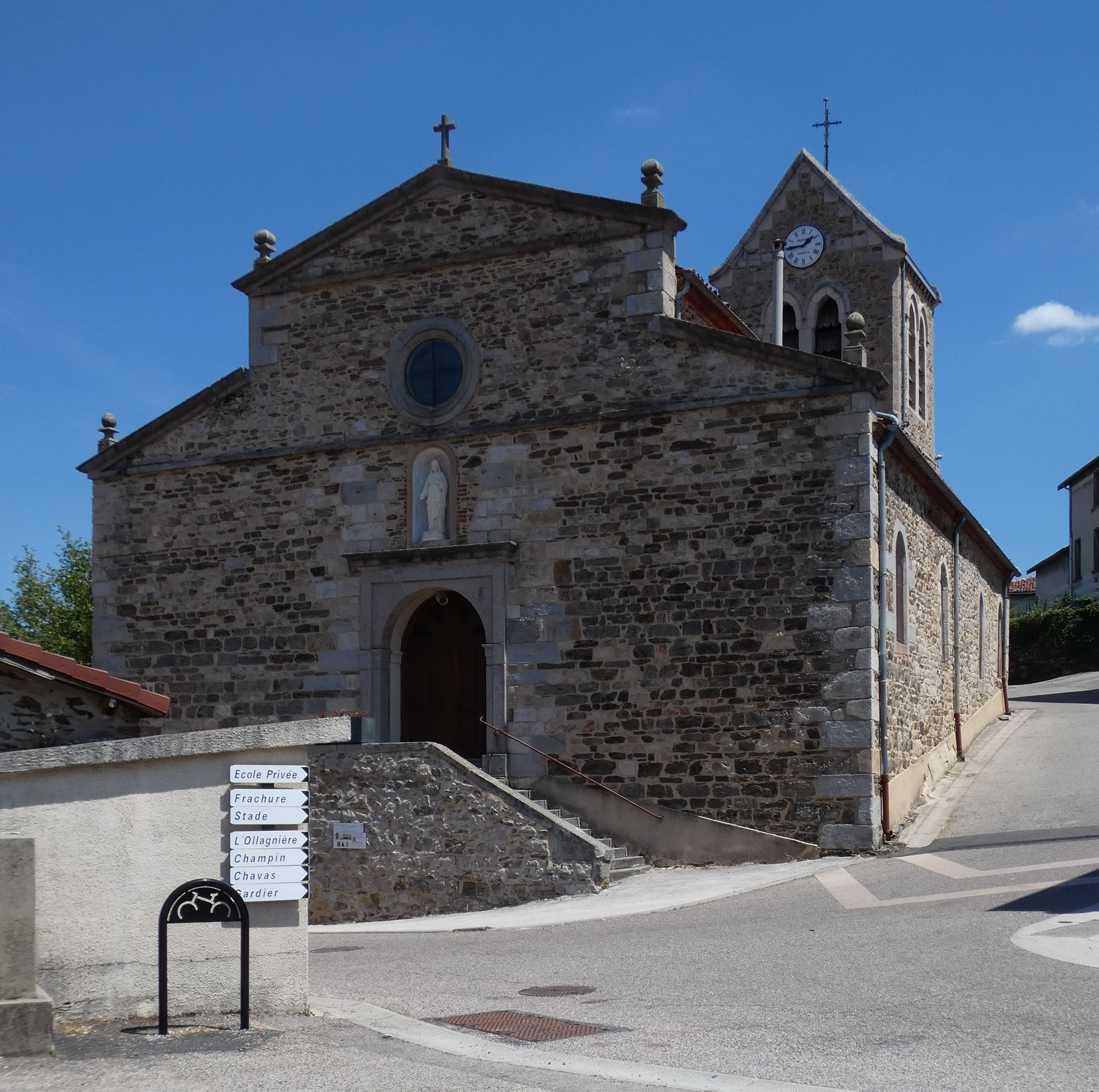
Kirche Saint-Just
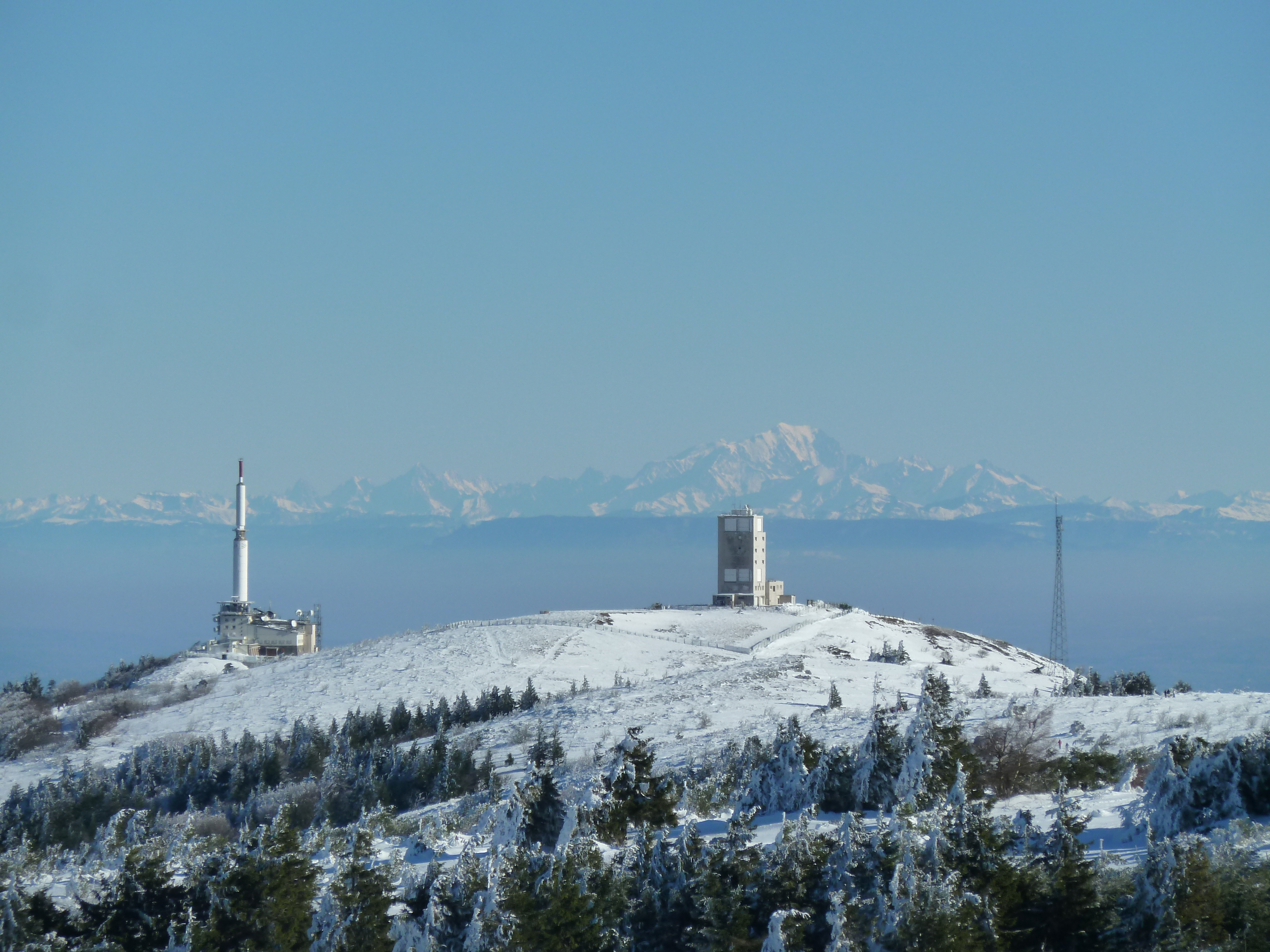
Funkturm auf dem Mont Pilat, im Hintergrund das Mont-Blanc-Massiv
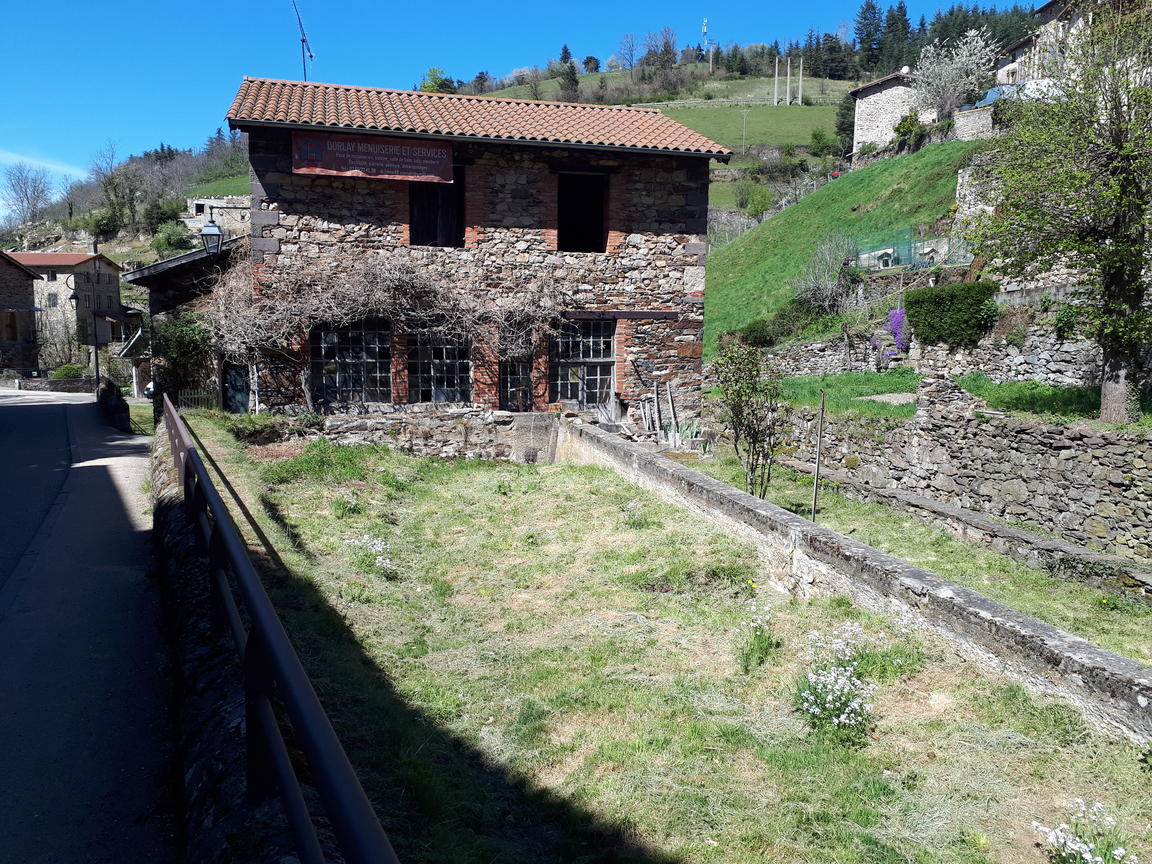
Wassermühle
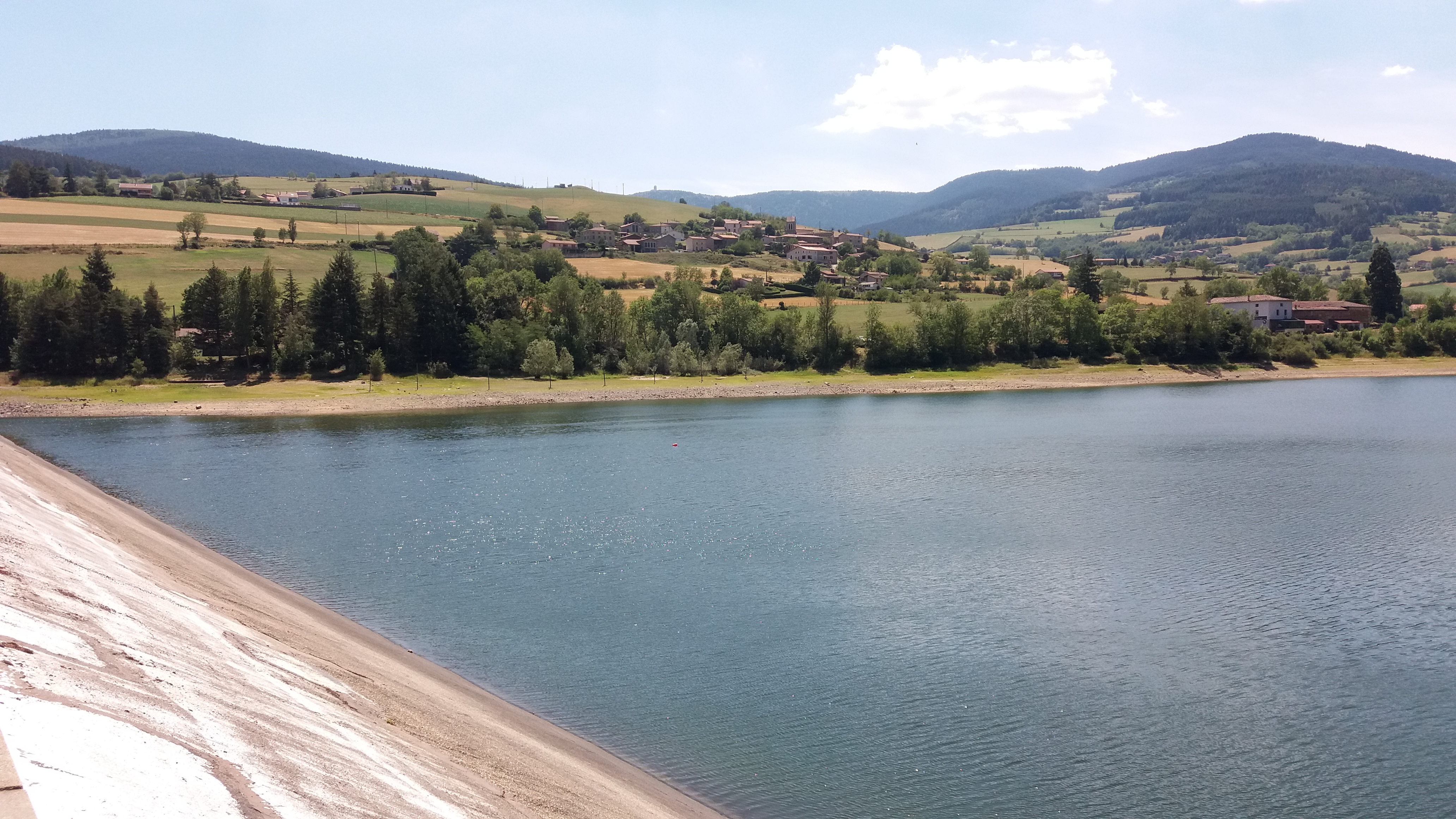
Stausee Dorlay
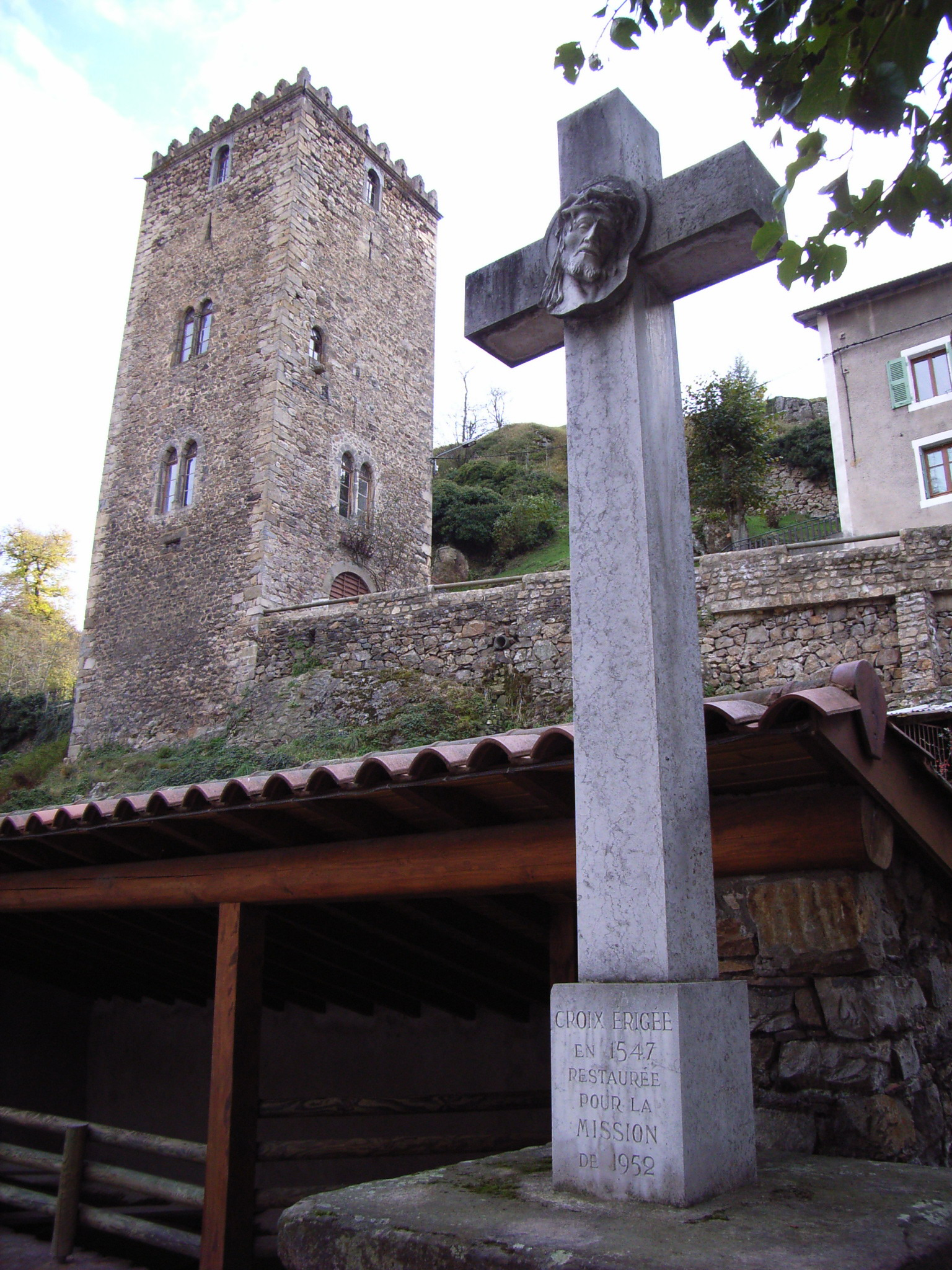
Wegkreuz